# Nemichthyidae

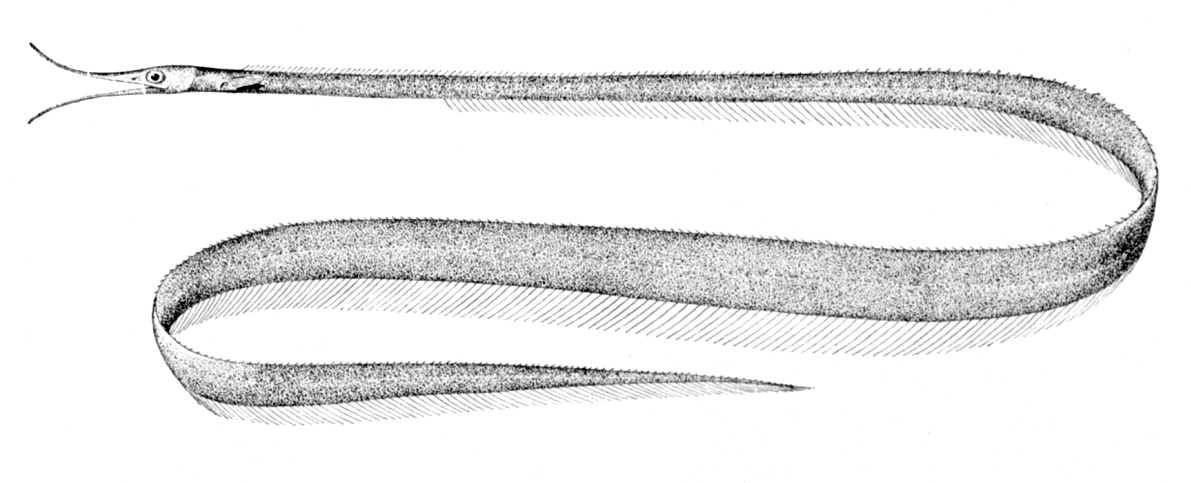
Avocettina infans

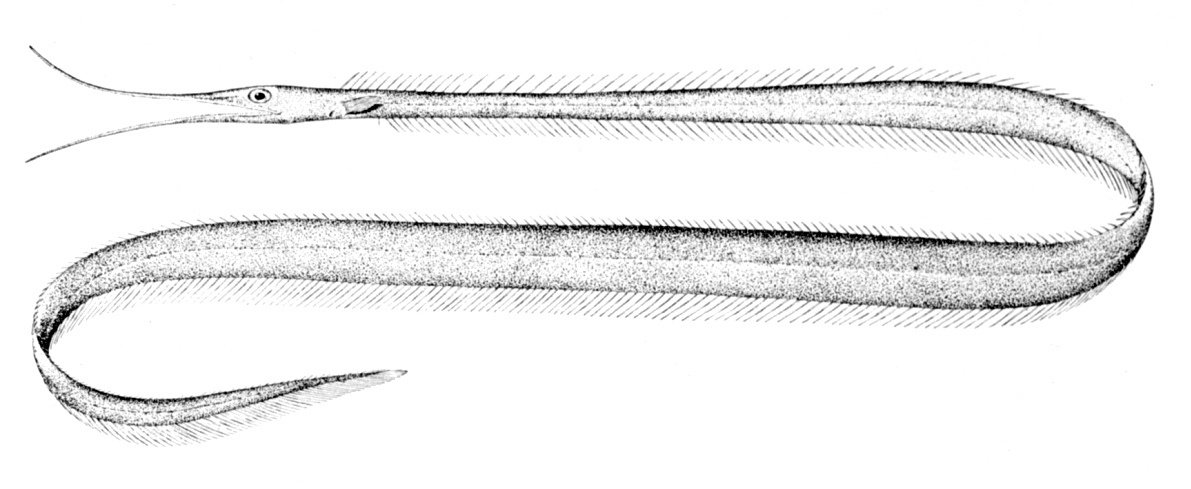
Labichthys carinatus

I Nemichthyidae sono una famiglia di pesci ossei abissali appartenenti all'ordine Anguilliformes.

## Distribuzione e habitat
Questi pesci sono diffusi in tutti gli oceani, soprattutto nei mari tropicali e subtropicali. Nel mar Mediterraneo è presente Nemichthys scolopaceus. Hanno costumi mesopelagici e batipelagici

## Descrizione
Questi pesci condividono con gli altri Anguilliformes il corpo molto allungato e le pinne dorsale, anale e caudale unite e continue. Il corpo di questi pesci è estremamente allungato e molto fine. Le mascelle sono molto allungate e sottilissime, nella parte distale queste divergono e non sono a contatto nemmeno a bocca chiusa. I denti sono fitti e molto piccoli. Gli occhi sono grandi. Le pinne pettorali sono presenti, così come la linea laterale che è completa e percorre tutto il corpo. L'ano è situato molto in avanti, nei pressi della pinna pettorale. Possiedono vertebre numerosissime (fino a 750), che aumentano di numero durante la vita dell'animale.
Nemichthys larseni è la specie più grande e supera i 160 cm di lunghezza

## Biologia
Poco nota.

### Riproduzione
Il maschio riproduttivo presenta numerose modificazioni morfologiche come mascelle molto più brevi e senza denti.

## Sistematica
Comprende 9 specie raggruppate in 3 generi:
- Genere Avocettina
  - Avocettina acuticeps (Regan, 1916)
  - Avocettina bowersii (Garman, 1899)
  - Avocettina infans (Günther, 1878)
  - Avocettina paucipora Nielsen & Smith, 1978
- Genere Labichthys
  - Labichthys carinatus Gill & Ryder, 1883
  - Labichthys yanoi (Mead & Rubinoff, 1966)
- Genere Nemichthys
  - Nemichthys scolopaceus Richardson, 1848
  - Nemichthys curvirostris (Strömman, 1896)
  - Nemichthys larseni Nielsen & Smith, 1978[3]